# Нитрид диспрозия(III)
Нитрид диспрозия(III) — бинарное неорганическое соединение
диспрозия и азота с формулой DyN,
черные с синеватым оттенком кристаллы,
реагируют с водой.

## Получение
- Реакция тонкоизмельчённого металла, его гидрида или амальгамы с азотом:

{\displaystyle {\mathsf {2Dy+N_{2}\ {\xrightarrow {800-1000^{o}C}}\ 2DyN}}}

## Физические свойства
Нитрид диспрозия(III) образует кристаллы
кубической сингонии,
пространственная группа F m3m,
параметры ячейки a = 0,490 нм, Z = 4.
Обладает металлической проводимостью.